# Eukoenenia glandulosa
Espèce
Eukoenenia glandulosa est une espèce de palpigrades de la famille des Eukoeneniidae.

## Distribution
Cette espèce est endémique de La Havane à Cuba. Elle se rencontre vers La Habana del Este.

## Description
Les femelles mesurent de 788 à 998 µm.

## Publication originale
- Mayoral & Hernández-Borroto, 2023 : « Palpigrades from Cuba (Arachnida: Palpigradi: Eukoeneniidae). » Zootaxa, no 5296(3), p. 475-487.